# Don Talbert
Don Larry Talbert, född 1 mars 1939 i Louisville i Mississippi, är en amerikansk utövare av amerikansk fotboll (tackle) som spelade för Dallas Cowboys, Atlanta Falcons och New Orleans Saints i NFL under 1960-talet och i början av 1970-talet. Mix spelade collegefotboll för Texas Longhorns och han draftades 1961 av Dallas Cowboys i åttonde omgången.